# Lijst van vlaggen van Italiaanse deelgebieden
Hieronder staat een lijst van vlaggen van Italiaanse deelgebieden. Italië bestaat uit twintig regio's, waarvan er vijf autonoom zijn. Deze regio's zijn weer onderverdeeld in 109 provincies (in 2009 wordt dit aantal uitgebreid tot 110).

## Vlaggen van regio's
| Kaart | Regio                 | Vlag | Artikel over de vlag           | Ratio | Ingebruikname     |
| ----- | --------------------- | ---- | ------------------------------ | ----- | ----------------- |
|       | Abruzzen              |      | Vlag van de Abruzzen           | 2:3   | 21 mei 1999       |
|       | Aostadal              |      | Vlag van Aostadal              | 2:3   | 16 maart 2006     |
|       | Apulië                |      | Vlag van Apulië                | 2:3   | 10 augustus 2001  |
|       | Basilicata            |      | Vlag van Basilicata            | 2:3   | 6 april 1999      |
|       | Calabrië              |      | Vlag van Calabrië              | 2:3   | 15 juni 1992      |
|       | Campanië              |      | Vlag van Campanië              | 2:3   | 21 juli 1971      |
|       | Emilia-Romagna        |      | Vlag van Emilia-Romagna        | 2:3   | 15 december 1989  |
|       | Friuli-Venezia Giulia |      | Vlag van Friuli-Venezia Giulia | 2:3   | 17 oktober 2001   |
|       | Lazio                 |      | Vlag van Lazio                 | 2:3   | 1995              |
|       | Ligurië               |      | Vlag van Ligurië               | 2:3   | 27 juni 1997      |
|       | Lombardije            |      | Vlag van Lombardije            | 2:3   | 12 juni 1975      |
|       | Marken                |      | Vlag van Marken                | 2:3   | 4 november 1995   |
|       | Molise                |      | Vlag van Molise                | 2:3   | 12 juni 1975      |
|       | Piëmont               |      | Vlag van Piëmont               | 2:3   | 16 januari 1984   |
|       | Sardinië              |      | Vlag van Sardinië              | 2:3   | 15 april 1999     |
|       | Sicilië               |      | Vlag van Sicilië               | 2:3   | 4 januari 2000    |
|       | Toscane               |      | Vlag van Toscane               | 2:3   | 3 februari 1995   |
|       | Trentino-Zuid-Tirol   |      | Vlag van Trentino-Zuid-Tirol   | 2:3   | 17 september 1982 |
|       | Umbrië                |      | Vlag van Umbrië                | 2:3   | 18 mei 2004       |
|       | Veneto                |      | Vlag van Veneto                | 2:3   | 22 februari 1998  |

## Vlaggen van provincies

Agrigento
Alessandria
Ancona
Aostadal: Vlag
Arezzo
Ascoli Piceno
Asti
Avellino
Bari
Belluno
Benevento
Bergamo
Biela
Bologna
Brescia
Barletta-Andria-Trani
Bozen-Zuid-Tirol: Vlag
Brindisi
Cagliari
Caltanissetta
Campobasso
Caserta
Catania
Catanzaro
Chieti
Como
Cosenza
Cremona
Crotone
Carbonia-Iglesias
Cuneo
Enna
Fermo
Ferrara
Florence
Foggia
Forlì-Cesena
Frosinone
Genua: Vlag
Gorizia
Grosseto
Imperia
Isernia
L'Aquila
La Spezia
Latina
Lecce
Lecco
Livorno
Lodi
Lucca
Macerata
Mantua
Massa-Carrara
Matera
Messina
Milaan
Modena
Monza e Brianza
Medio Campidano
Napels
Novara
Nuoro
Ogliastra
Oristano
Olbia-Tempio
Padua
Palermo
Parma
Pavia
Perugia
Pesaro e Urbino
Pescara
Piacenza
Pisa
Pistoia
Pordenone
Potenza
Prato
Ragusa
Ravenna
Reggio Calabria
Reggio Emilia
Rieti
Rimini
Rome
Rovigo
Salerno
Sassari
Savona
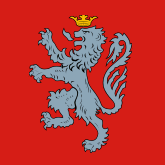
Siena
Sondrio
Siracusa
Tarente
Teramo
Terni
Trapani
Trente
Trevisio
Triëst
Turijn
Udine
Venetië
Varese
Verbano-Cusio-Ossola
Vercelli
Verona
Vibo Valentia
Vicenza
Viterbo